# Darnell Washington
Darnell Ernest Washington (Las Vegas, Nevada; 17 de agosto de 2001) más conocido como Darnell Washington, es un jugador profesional estadounidense de fútbol americano, se desempeña en la posición de tight end en Pittsburgh Steelers, en la National Football League (NFL).

## Carrera
Hizo su debut profesional con el equipo Pittsburgh Steelers, lleva jugando una temporada, comenzó en el 2023.